# اچ‌ام‌اس آنتریم (دی۱۸)
اچ‌ام‌اس آنتریم (دی۱۸) (به انگلیسی: HMS Antrim (D18)) یک کشتی است که طول آن ۵۲۲ فوت (۱۵۹ متر) می‌باشد. این کشتی در سال ۱۹۶۷ ساخته شد.